# Sibundus Alleman
Sibundus Alleman (Dauphiné begin 15e eeuw – Grenoble, 1475 of 1477), in het Frans Siboud Alleman, was graaf-bisschop van Grenoble (1450-1475) in het door Frankrijk geannexeerde graafschap Dauphiné.

## Levensloop

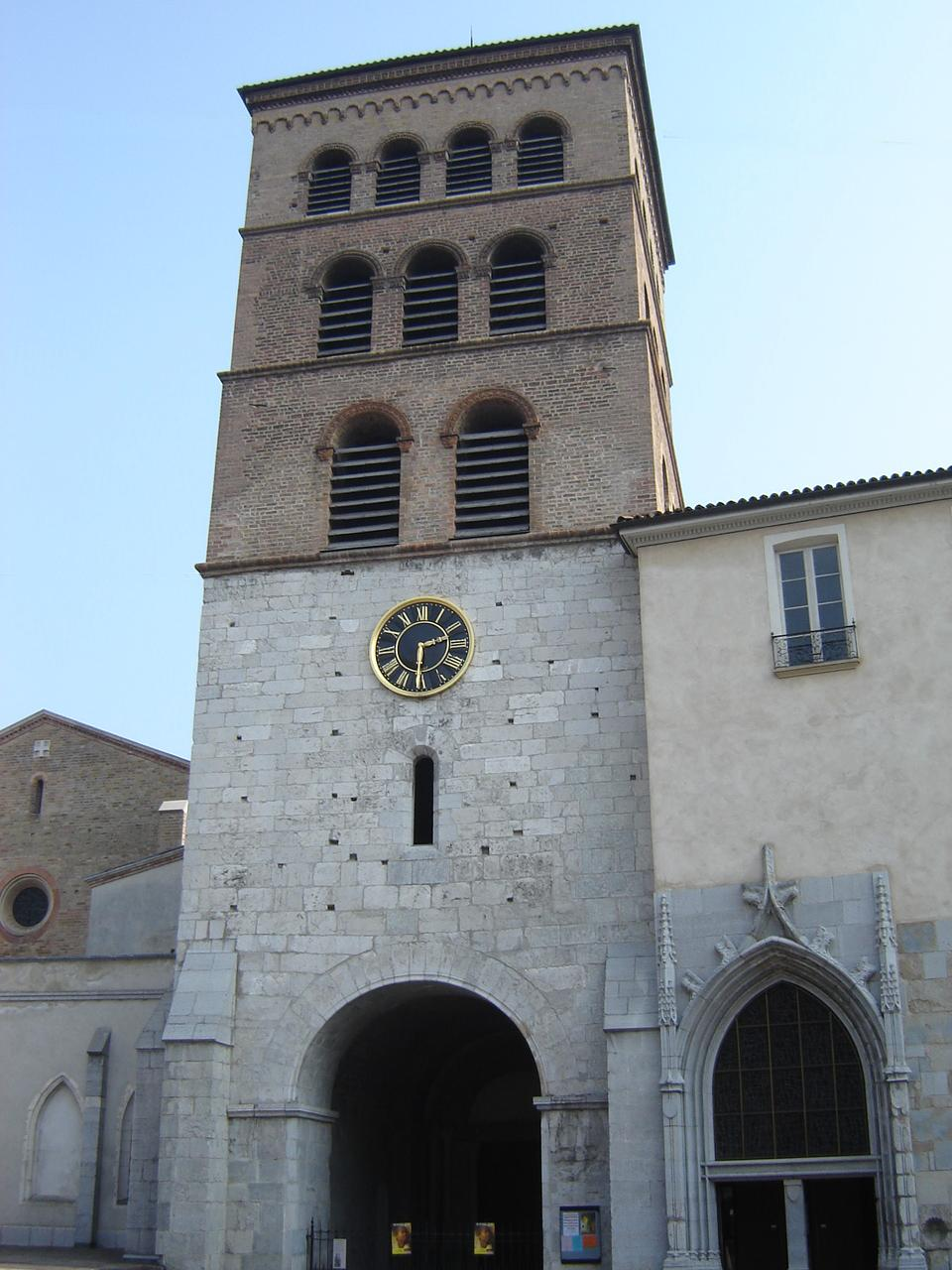
Kathedraal van Grenoble (Frankrijk)

Hij was afkomstig van de machtige adellijke familie Alleman de Séchilienne in de Dauphiné. Alleman ging voor een carrière als geestelijke en werd kanunnik in de kathedraal van Grenoble. In het jaar 1450 verkoos het kapittel van de kathedraal hem tot bisschop van Grenoble. Dit was tegen de zin van de heerser van de Dauphiné, Lodewijk, de latere koning Lodewijk XI van Frankrijk. Lodewijk was namelijk de laatste Franse kroonprins die effectief de Dauphiné bestuurde. Lodewijk kende goed de macht van de familie Alleman (en van andere adellijke families) en wenste zo iemand niet op de bisschopstroon van Grenoble. Dauphin Lodewijk eiste van bisschop Alleman onderworpenheid. Zo zwoer Alleman kort na zijn bisschopswijding en aanstelling tot graaf van Grenoble trouw aan Dauphin Lodewijk. De eed van onderworpenheid sloeg niet alleen op zijn persoonlijke bezittingen maar ook op alle domeinen die de Roomse kerk van Grenoble bezat. De eedaflegging vond plaats in het kasteel van La Tour-du-Pin, kasteel van de Dauphin. De grafelijke titel was hiermee uitgehold voor de graaf-bisschop.
In 1455 kwam de familie Alleman de Séchilienne samen in het bisschoppelijk paleis van Grenoble. Ze beloofden mekaar plechtig bij te staan bij elke bedreiging van het familiebezit. Vijfentwintig edelen tekenden dit pact.
In 1456 viel Lodewijks vader, koning Karel VII van Frankrijk, de Dauphiné binnen om Lodewijk een les te leren. De edelen van de Dauphiné kozen prompt de zijde van Karel VII, wat Lodewijk razend maakte.
Circa 1475 zocht Alleman een opvolger voor zijn bisdom Grenoble: het werd zijn neef, Laurent I Alleman. Koning Lodewijk XI van Frankrijk maneuvreerde zodanig dat er een tegenkandidaat was: Jost de Silemen. Deze laatste werd co-adjutor met recht van opvolging. Na de dood van bisschop Alleman (1475 of 1477) volgde zijn neef, Laurent I Alleman, toch op.